# Evania rodwayi
Evania rodwayi är en stekelart som beskrevs av Cameron 1911. Evania rodwayi ingår i släktet Evania och familjen hungersteklar. Inga underarter finns listade i Catalogue of Life.